# Gaston de Foix (1444-1470)
Pour les articles homonymes, voir Gaston de Foix.
Titre
Prince de Viane
1461 – 23 novembre 1470
Gaston de Foix (1444 - 23 novembre 1470, Libourne) était le fils aîné de Gaston IV, comte de Foix, de Bigorre et vicomte de Béarn et d'Éléonore Ire, reine de Navarre. En tant que prince héritier de Navarre, il était titré Prince de Viane. Il est l'ancêtre au quatrième degré du roi de France Henri IV.

## Biographie
Fils aîné de Gaston IV, il est titré vicomte de Castelbon à sa naissance. Il est également prince de Navarre par sa mère. Depuis 1441 son oncle Charles de Navarre, prince de Viane, gouverne ce royaume mais sans avoir le titre de roi que conserve Jean II d'Aragon. À la naissance de Gaston en 1444, Charles de Navarre, marié depuis 1439, et sa sœur Blanche, mariée depuis 1440, n'ont toujours pas de descendance. Gaston, premier petit-fils de Blanche Ire de Navarre et de Jean II est donc héritier du trône dans sa génération. En 1451 éclate la guerre civile de Navarre entre Charles et son père Jean II. Jean II étant devenu également roi d'Aragon en 1458, la guerre s'étend en Catalogne. Charles, vaincu, meurt sans postérité en septembre 1461. Entretemps les parents de Gaston ont pris fait et cause pour Jean II, et ils sont reconnus par celui-ci comme héritiers de Navarre. 
En 1462, dans le cadre de l'alliance entre Jean II et Louis XI de France qui aboutit au traité de Bayonne, Gaston, petit-fils de Jean II, épouse Madeleine de France, sœur de Louis XI. À l'occasion de son mariage, Gaston est titré prince de Viane. Dans les années suivantes il accompagne régulièrement Louis XI mais il se rapproche de son autre beau-frère Charles de France, alors duc de Berry. 
Son père Gaston IV, fortement impliqué dans la guerre de Navarre qui se poursuit, le rappelle pour gouverner le Béarn et Foix en son absence. Gaston convoque ainsi plusieurs fois les États du Béarn entre 1467 et 1469. Ce gouvernement personnel l'entraîne à prendre plusieurs initiatives sans en référer à son père, toujours en Navarre. Ainsi, alors que son père tend à combattre pour son propre compte en Navarre, il se rend en 1468 à Saragosse rencontrer son grand-père Jean II. En 1469, alors que Louis XI a fait suspendre le projet de mariage entre sa sœur Catherine de Foix et Jean V d'Armagnac pour cause de rébellion de ce dernier, Gaston emmène de force sa sœur en Armagnac et fait célébrer le mariage. Louis XI fait alors saisir les terres de Jean V, qui, fugitif, se voit refuser l'asile par Gaston IV, non seulement en Béarn, mais aussi en Navarre alors qu'il est prince navarrais par sa mère. Prévoyant le retour de son père, Gaston se retire auprès de Charles de France, désormais duc d'Aquitaine, et donc suzerain de Gaston IV. Gaston IV, affaibli face à Louis XI, et en difficulté dans la guerre de Navarre, se voit même dépouillé par Jean II de la lieutenance-générale du royaume au profit de son fils Gaston (décembre 1469). 
Le 10 avril 1470 Gaston accompagne son beau-frère Charles de France lors de son entrée solennelle à Bordeaux comme duc d'Aquitaine. Dans le cadre des nombreuses festivités de la nouvelle cour d'Aquitaine, Gaston est grièvement blessé le 18 octobre 1470 à Libourne lors d'un tournoi de chevalerie. Il succombe le 23 novembre suivant et est inhumé dans la cathédrale Saint-André de Bordeaux. Gaston étant décédé avant ses parents, il n'a jamais été ni comte de Foix ni roi de Navarre.

## Mariage et enfants
Il épouse Madeleine de France, sœur du roi de France Louis XI, le 7 mars 1462 à Saint-Macaire (Gironde).
Ils eurent deux enfants :
- François Fébus (1467 - 1483), roi de Navarre en 1479 ;
- Catherine de Navarre (1468 - 1517), reine de Navarre en 1483.

## Héraldique
Il portait comme armoiries : écartelé, en 1 de gueules aux chaînes d'or posées en orle, en croix et en sautoir, chargées en cœur d'une émeraude au nature, en 2 d'or aux trois pals de gueules, en 3 d'or aux deux vaches de gueules, accornées, colletées et clarinées d'azur, passant l'une sur l'autre et en 4 d'azur semé de fleurs de lys d'or à la bande componée d'argent et de gueules ; sur le tout d'or aux deux lions léopardés de gueules, armés et lampassés d'azur, passant l'un sur l'autre.